# 아폴로 15호
아폴로 15호(Apollo 15)는 미국항공우주국의 아폴로 계획에 의해 발사된 유인우주선 중 9번째이며, 유인 달 착륙으로는 4번째이다. 1971년 7월 26일에 새턴 V 로켓에 의하여 발사된 후 데이빗 R.스콧을 선장으로, 제임스 B.어윈 및 알프레드 M.워든 일행은 달에 4번째로 착륙하였다. 이때 '로버(Rover)'라는 월면주행차(月面走行車)로 착륙선에서 최대 9.6 km 까지의 거리를 탐사하였으며, 또 달을 도는 소형 인공위성을 달의 중력·자력 분포 조사와 태양풍 측정을 위한 목적으로 발사하였다.

## 승무원
- 데이빗 스콧 - 선장
- 알프레드 워든 - 사령선 조종사
- 제임스 어윈 - 달 착륙선 조종사

### 백업 승무원
- 리처드 고든 - 선장
- 밴스 브랜드 - 사령선 조종사
- 해리슨 슈미트 - 달 착륙선 조종사

### 지원 승무원
- 조셉 앨런
- 로버틍
- 카를 하인츠

### 비행 지휘자
- 게리 그리핀 골드 팀
- 밀튼 윈들러 마룬 팀
- 글린 룬네이 블랙 팀
- 진 크랜즈 화이트 팀

## 미션의 하이라이트

### 개요
선장 데이빗 스콧과 달 착륙선 조종사 제임스 어윈은 달 표면에 3일간 체류해, 달 표면 선외 활동으로 합계 약 18시간 반을 선외에서 보냈다. 아폴로 15호는 달의 바다 이외의 장소에 착륙한 첫 미션으로, 비의 바다 지방의 하드레이골짜기에 가까운, Palus Putredinus(부패의 늪)로 불리는 지점에 착륙했다. 2명의 비행사는 처음으로 월면차를 사용해서 그 인근을 탐사해, 이전의 아폴로 미션보다 훨씬 먼 장소까지 이동할 수 있었다. 들은 합계 77 kg의 달 표면 샘플을 채집했다.
한편, 달 주회 궤도상의 사령선 조종사 알프레드 워든은 과학 실험장치 모듈(SIM)을 이용해 달 표면의 조사를 행해, 파노라마 카메라나 감마선 분광계, 매핑 카메라, 레이저 고도계, 질량분석기등을 이용해 달 표면 환경을 상세하게 조사했다. 미션의 마지막에는 달을 주회하는 손자 위성의 발사도 행했다.
세 명의 우주비행사들 전원이 미시간 대학의 학위를 가지고 있었다.

### 발사 시의 사고
발사 시 제 1단 로켓 분리 직후, 제 1단에 탑재되고 있던 장치가 기능을 상실했다. 조사 결과, 이것은 제 2단 로켓의 배기가 제1단을 직격하고 전기 회로가 탔기 때문에 일어났던 것이 판명되었다. 이러한 사고는 아폴로 15호 이전에는 발생한 예가 없었다. 이 사고의 원인은 역추진 로켓의 수를 8개에서 4개로 줄였기 때문인 것을 나중에 알았다. 분리시에 실제로 제 1단과 제 2단이 부자연스러울 만큼 접근하고 있던 것을 알고 있어 이것은 제 1단에 탑재되고 있는 F-1 엔진의 추진력의 감쇠가 늦었던 일과 역추진 로켓 중 하나가 정상적으로 작동하지 않았던 것에 의해 쌍방의 충돌을 일으킨 것이라고 생각할 수 있었다. 아폴로 15호 이후의 비행에서는 역추진 로켓은 개발 당초의 수로 되돌려졌다.

### 계획과 훈련

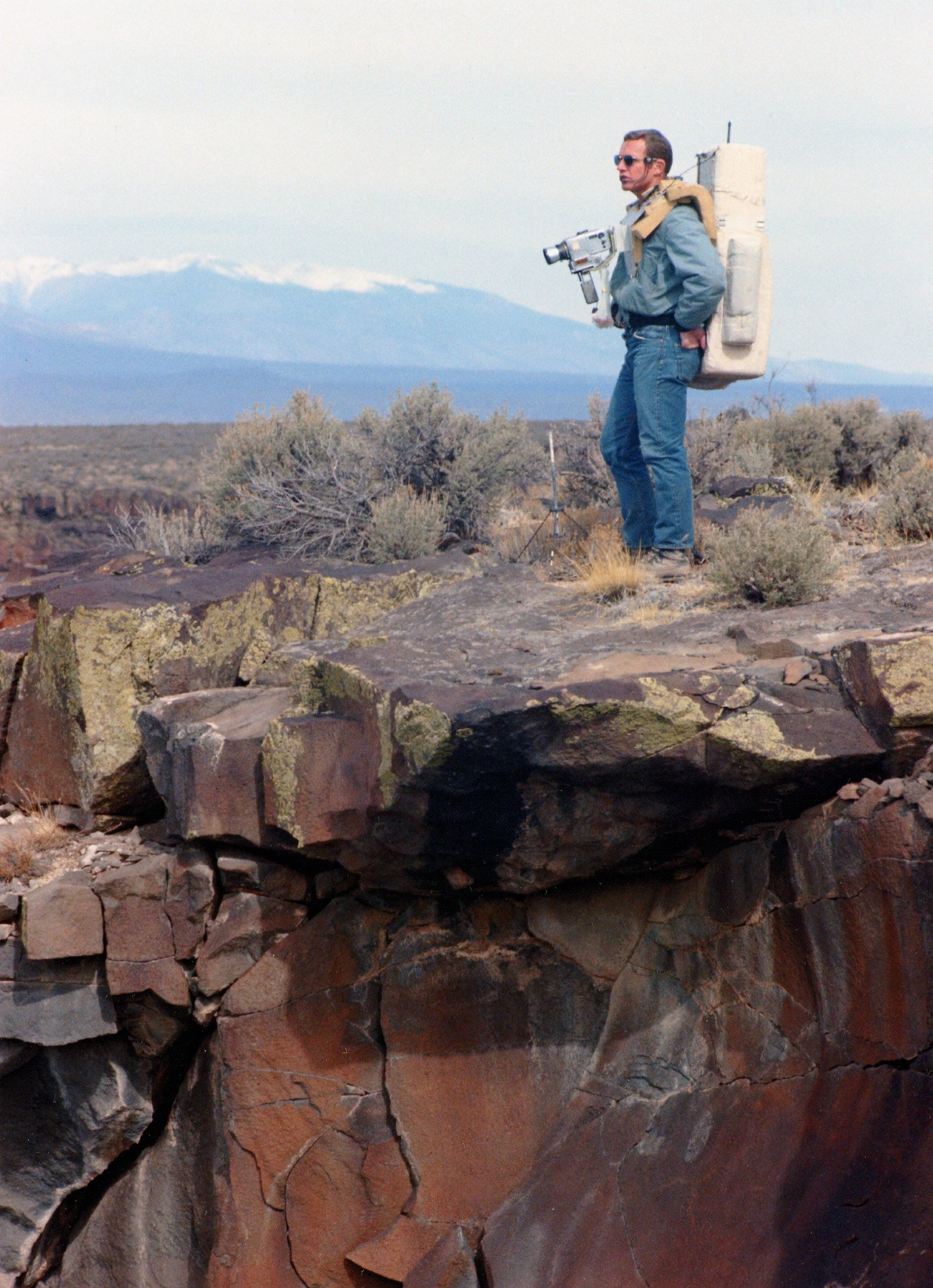
1971년 3월 19일, 지질학 훈련 중인 데이빗 스콧 선장

아폴로 15호의 승무원은 과거 아폴로 12호의 예비 승무원이었던 멤버이다. 아폴로 12호의 정승무원이 전원 해군 출신자인 한편, 예비 승무원은 전원이 공군 출신으로, 양자간에는 우호적이면서도 경쟁 의식이 있었다.
당초의 계획에서는 아폴로 15호는 아폴로 12호, 아폴로 13호, 아폴로 14호와 같은 「H미션」이 될 예정이었다. 그러나 아폴로 13호 임무 종료 후의 1970년 9월 2일에 NASA는, 당초 예정이었던 아폴로 15호와 아폴로 19호의 임무를 중지한다고 발표했다. 이것에 수반해 나머지 임무의 성과를 최대한으로 얻기 위해 새롭게 아폴로 15호는 과학 조사 주체의 「J미션」으로서 비행하게 되어, 월면차를 사용한 첫 미션이라고 하는 영예를 얻게 되었다.
계획 변경에 수반해 15호 팀의 훈련에 생긴 변경점의 큰 하나는 지질학의 훈련이었다. 이것 이전의 비행에서도 승무원은 야외 지질학의 훈련을 받고 있었지만, 아폴로 15호에서는 처음으로 이 훈련이 우선적으로 행해지게 되었다. 스콧과 어윈은 선캄브리아대를 전문으로 하는 캘리포니아 공과대학의 지질학자 리 실버로부터 훈련을 받았다. 실버는 후에 아폴로 17호에 탑승하는 지질학자 해리슨 슈미트가, 그전까지 NASA가 임용하고 있던 지질학의 강사를 대신해 추천한 인물이었다. 실버는 수많은 실적 중에서 특히, 1950년대 후반에 암석 중의 우라늄의 동위체가 납에 붕괴하는 현상을 이용해 암석의 연대 측정을 행하는 수법의 중요한 개량을 행한 일로 알려져 있었다.
최초로 실버는 보통 야외 지질학의 강의와 같게, 아폴로 15호의 정승무원과 예비 승무원을 여러 가지 지질학적 특징이 있는 장소에 데려갔다. 그러나 발사가 가까워지는 것에 따라 이러한 야외 조사는 점차 현실적인 것이 되었다. 승무원들은 달표면에서 사용하는 백 팩의 모형을 짊어져, 텐트에 있는 교신 담당 관제관과 트랜스시버로 통신을 행했다(통신은 통상, 우주선 교신 담당관 (Capsule Communicator; CapCom)이 승무원과의 회화를 행하는 유일한 행동이 된다). 임무의 실전에서는 지질학자의 그룹이 교신 담당관이 되어, 우주비행사의 설명에 의지해 조사 지역 상태를 파악하게 된다.
아폴로 15호가 해들리 골짜기 부근에 착륙한다고 하는 결정은 1970년 9월에 확정되었다. 착륙 지점 선정 위원회는 착륙 지점 후보를 해들리 골짜기와 마리우스 크레이터의 2곳으로 좁히고 있었다. 이러한 가까운 곳에는 화산성의 것이라고 생각되는 낮은 돔상의 지형이 점재하고 있었기 때문이다. 아폴로 미션에서는 임무의 선장의 의향이 최종결정니 아니기는 하지만 항상 강한 영향력을 가지고 있었다. 아폴로 15호의 데이빗 스콧의 선택은 명쾌하고, 해들리 골짜기를 상세하게 탐사하는 것을 희망했다.
사령선 조종사 알프레드 워든도 지질학의 훈련을 받았지만, 그의 훈련은 약간 다른 것이었다. 그는 이집트인인 파르크 엘 바즈와 함께 비행기로 여러 지역을 비행해, 달 주회 궤도상의 사령선에서 보았을 때에 달표면의 지표가 흘러가는 속도를 상정한 훈련을 받았다. 이 훈련에 의해서 그는 눈아래를 통과하는 물체의 관찰에 꽤 숙련되었다.

### 하드웨어
아폴로 15호로 처음으로 사용된 월면차는 보잉 사가 수주해 1969년 5월에 개발되었다(보잉은 새턴 V 로켓의 제 2단 로켓 S-II의 개발 기업이기도 했다). 월면차는 격납시에는 1.5m × 0.5m의 사이즈로 작게 접을 수 있었다. 무부하시의 중량은 209 kg 로 비행사 2명과 장치류를 탑재했을 경우의 중량은 700 kg 이었다. 각 차 바퀴는 독립 구동으로, 전동 모터에 의해 각 1/4 마력 (200 W)의 출력을 발생시켰다. 차의 조종은 어느 쪽의 비행사도 가능한 것 같게 되어 있었지만, 통상은 선장이 조종했다. 이동 속도는 약 10-12km/h 로, 이것에 의해 비행사는 처음으로 착륙 지점에서 멀리 떨어진 장소까지 이동할 수 있었고, 게다가 충분한 시간을 과학 조사에 이용할 수 있게 되었다.
아폴로 15호를 발사한 새턴 V 로켓은 SA-510으로 불렸고, 10번째의 비행 기체였다. 아폴로 15호의 사령선은 CSM-112로, 캡틴 쿡의 남태평양 탐험의 제1회 항해의 범선 인데버호를 기념하여 호출 부호는 인데버라고 명명되었다. 달 착륙선의 호출 부호는 LM-10으로 공군 학교의 마스코트를 기념하여 팰콘이라고 명명되었다. 당초의 계획에 근거하는 H미션으로의 아폴로 15호에는 CSM-111과 LM-9가 사용될 예정이었다. 이 CSM-111 사령선은 아폴로-소유즈 테스트 계획에서 사용되어 달 착륙선 LM-9는 미사용인 채 현재는 케네디 우주 센터에 전시되고 있다.
아폴로 계획의 로켓의 유료 하중이 중량화되는 것에 따라, 로켓의 발사 궤도나 새턴 V 로켓 자신에게도 변경이 더해지게 되었다. 로켓은 보다 남쪽의 방위(방위각 80-100도)에 발사되게 되어, 지구 주회 궤도는 고도 166 km까지 인하되었다. 이 2개의 변경에 의해, 이전의 500 kg 이 불필요하게 되었다. 로켓 추진제의 여유분도 삭감되어 제 1단(S-IC)의 역추진 로켓도 8개에서 4개로 줄여졌다. 제 1단의 5기의 엔진 중 먼저 연소가 정지하는 중앙의 1기와 분리 직전까지 연소하는 외측의 4기의 양쪽 모두가 연소시간이 연장되었다.또 제 2단(S-II)에도 진동을 억제하기 위한 개량이 더해졌다.
달 착륙선에서는 연료와 산화제의 탱크가 하강단과 상승단이 모두 확대되어, 하강단의 엔진도 연장되었다. 또 전력 공급을 늘리기 위해서 배터리와 태양전지가 추가되었다. 이러한 변경에 의해서 달 착륙선의 중량은 약 16,330 kg 이 되어, 이전보다 1,800 kg 증가했다.
게다가 아폴로 15호부터는 우주비행사도 신형의 우주복을 입게 되었다. 이전의 아폴로의 비행에서는, 달로 향하지 않았던 비행도 포함해 선장과 달 착륙선 조종사는 생명유지장치와 수냉 장비, 통신케이블의 3개의 연결기가 각각 2열에 일렬로 붙어 있는 우주옷을 입고 있었다. 아폴로 15호에서는 A7L-B 로 불리는 새로운 우주복이 채용되어 이것에는 이러한 연결기가 삼각형 모양으로 배치되어 있었다. 이 연결기의 배치 변경과 착용 지퍼의 위치 변경(구형에서는 상하로 움직이는 형식이었던 것을 우현으로부터 왼쪽의 좌석부에 비스듬하게 배치한)에 의해서, 우주복의 웨스트로 새롭게 이음새를 붙이는 것이 가능하게 되어, 이것에 의해서 비행사는 몸을 완전하게 접어 구부리거나 월면차에 앉거나 할 수 있게 되었다. 또 백 팩도 장시간의 달 표면 보행용으로 개량되었다. 사령선 조종사는 이전에는 5개의 연결기가 붙은 우주복을 착용하고 있었지만, 아폴로 15호에서는 지구 귀환 궤도상에서 기계선으로부터 필름 카트리지를 회수하는 궤도 승선외 활동이 예정되었기 때문에 수냉용 연결기를 생략한 연결기 3개의 신형 우주복을 입게 되었다.

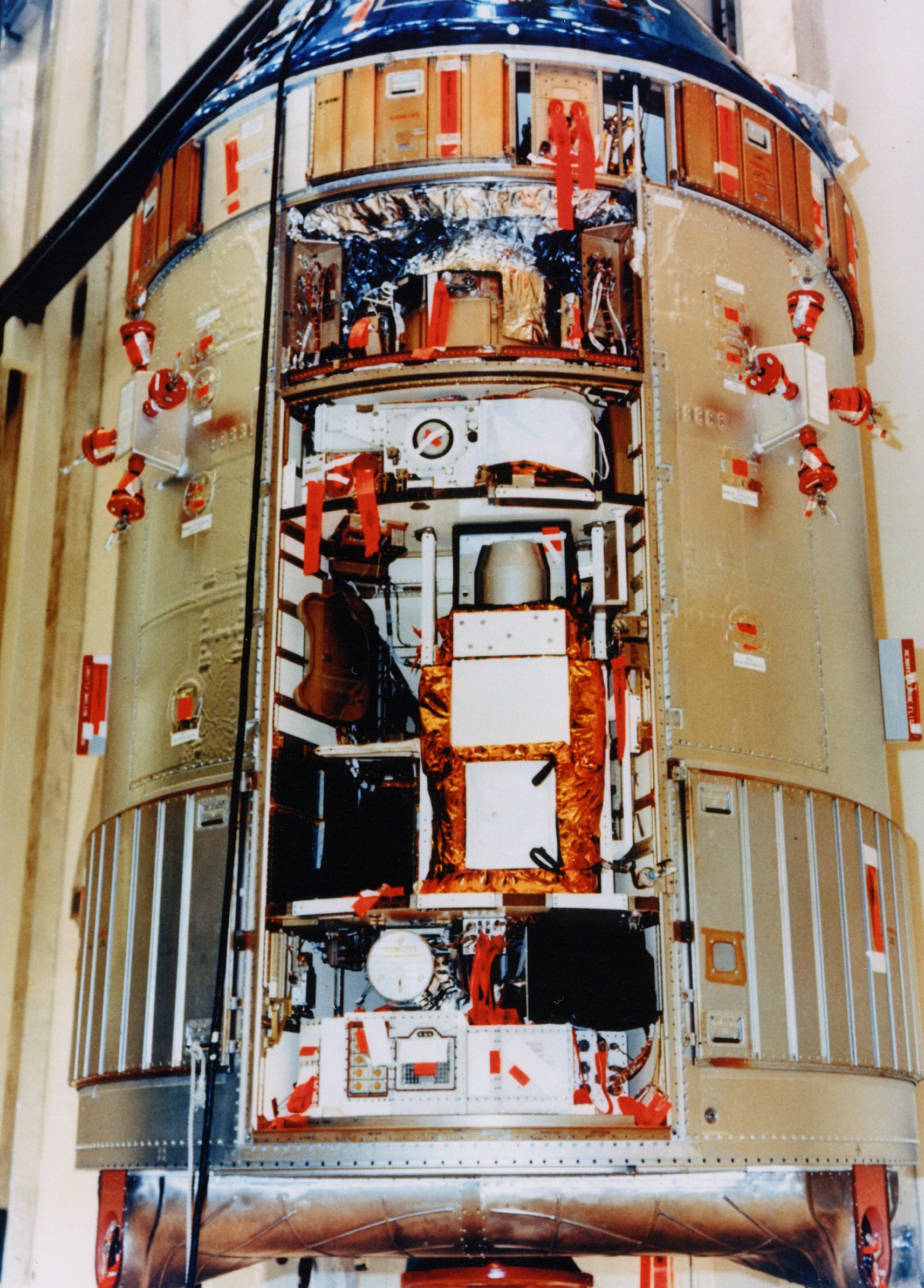
아폴로 15호 사령선의 SIM 베이

케네디 우주 센터의 기술자는 과학 실험장치 모듈(SIM)베이에 대해 많은 문제를 떠안고 있었다. SIM 베이는 아폴로 15호에 처음으로 탑재되었지만, 개발 당초부터 문제에 직면했다. 문제는, 이러한 장치가 무중력 환경에서 사용하도록 설계되고 있는 것에도 불구하고, 지상의 1G 환경에서 테스트하지 않을 수 없는 곳에 있었다. 질량분석기나 감마선 분광계 등, 7.5 m의 길이를 늘리는 기기의 시험에서는, 우주 환경을 모의하는 가이드 레일을 이용한 테스트밖에 행하지 못하고, 이러한 조건에서는 잘 동작하지 않았다. 감마선 분광계의 테스트를 행했을 때에는 테스트 장소의 반경 16 km 이내에 있는 모든 엔진을 정지시키지 않으면 안 되었다.
모든 장비가 새턴 V 로켓에 장착되어, 로켓은 LC-39A 발사대로 이동했다. 1971년 6월 하순부터 7월 초순, 로켓과 이동식 정비탑에는 적어도 4회의 낙뢰가 있었지만 모두 소규모의 피해로 끝났다.

### 발사
아폴로 15호는 1971년 7월 26일 오전 9시 34분 00초(EDT)에 발사되고 나서 달에 도달할 때까지 4일간을 필요로 했다. 지구 주회 궤도에 약 2시간을 체류한 후, 새턴 V 로켓의 제 3단(S-IVB)을 재점화되고 달로 향했다.
사령선의 하부에 격납되고 있는 달 착륙선을 꺼내는 작업 중, 제어 패널의 기계선 추진계의 밸브가 열려, 엔진이 점화하고 있는 상태를 나타내는 램프가 점등했다. 잠시 후 엔진의 상황 밸브를 제어하는 스위치의 중 한 개에 문제가 있는 것이 발견되어, 이것에 대처하기 위한 대책을 강구해야 했다. 스콧과 어윈이 달 착륙선을 최초로 점검했을 때에는, 테이프 미터의 유리 커버가 갈라져 있는 것이 발견되어, 유리의 파편을 들이 마시지 않게 청소해야 했다.
발사로부터 4일째에 그들은 달 주회 궤도에 들어가, 달 표면 강하의 준비에 들어갔다.

### 달 주회 궤도에서의 작업
스콧과 어윈이 달 표면에서 3일간에 걸쳐서 탐사를 행하는 동안, 워든은 다양한 관측 계획을 수행해냈다. 아폴로 15호는 SIM 베이를 탑재한 첫 미션으로, 이 모듈에는 파노라마 카메라, 감마선 분광기, 매핑 카메라, 레이저 고도계, 질량분석기 등이 포함되어 있었다. 워든은 카메라의 셔터나 렌즈를 조작하거나 여러 가지 기기의 스위치를 켜든지 또는 끄든지 해야 했다. 지구 귀환 도중에는, 워든은 선외 활동을 행해 카메라로부터 필름 카세트를 회수했다.

### 달 표면에서의 작업

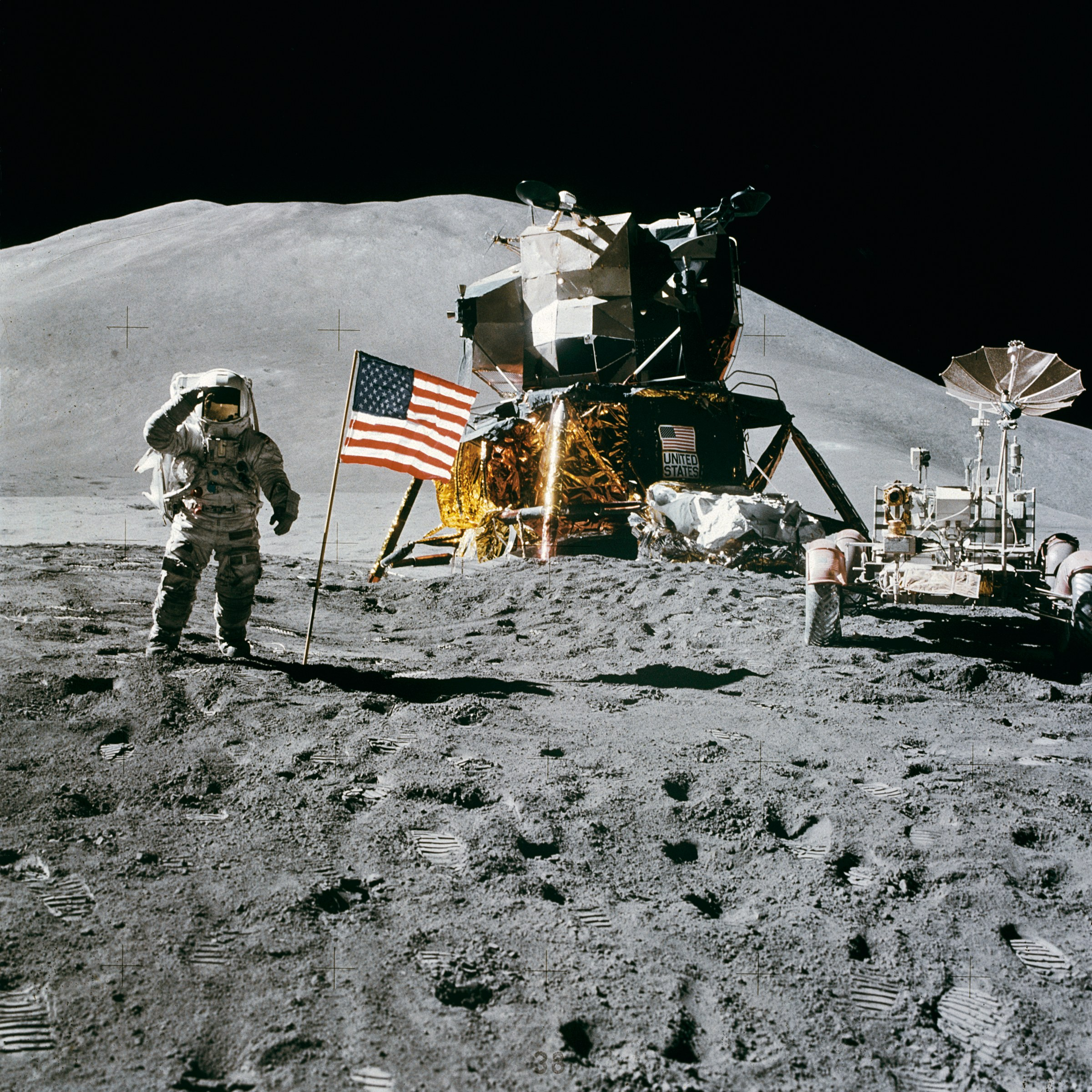
달 위의 제임스 어윈

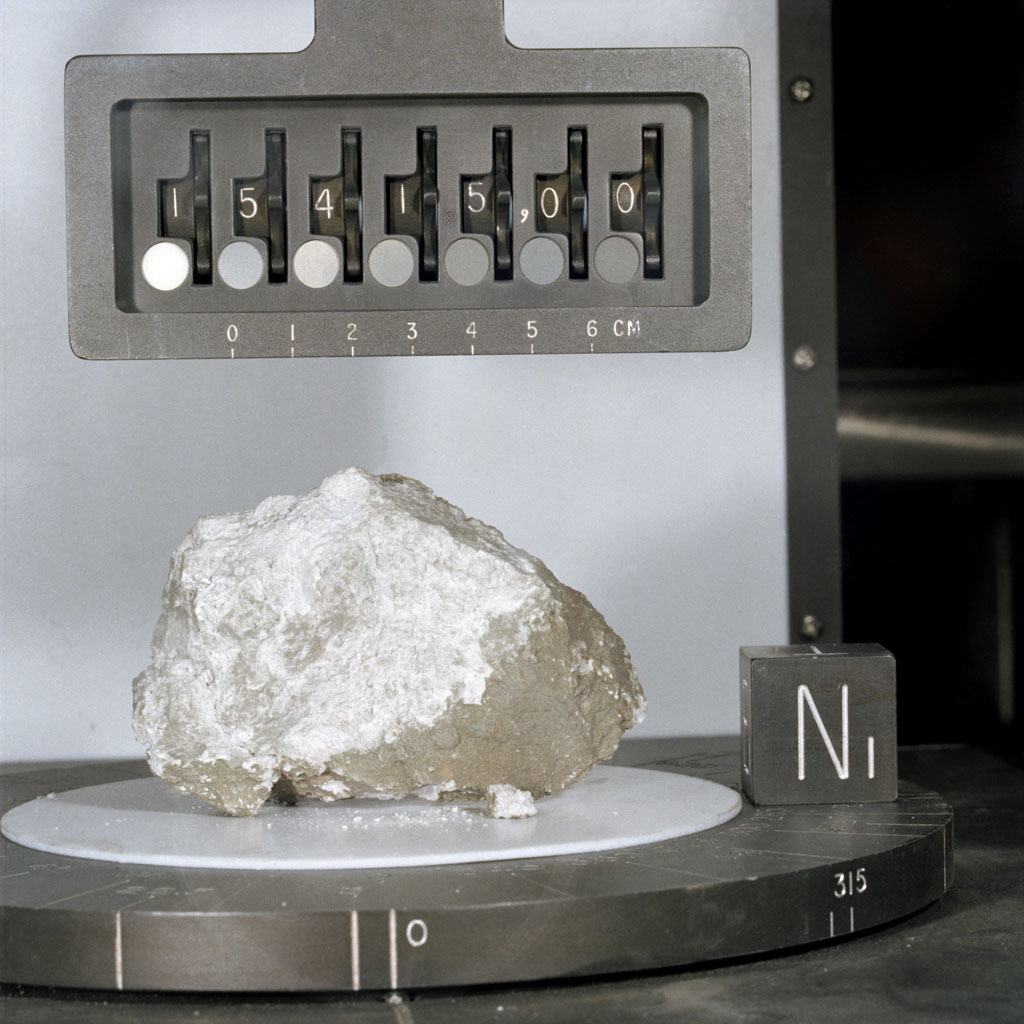
아폴로 15호가 가져온 제네시스 락

아폴로 15호는 달 표면에서 3회의 선외 활동을 행한 첫 미션이었다. 달표면의 북위 26도 08분, 동경 3도 38분에 착륙한 후, 스콧은 달 착륙선의 상부 해치를 열어 착륙 지점 부근의 관찰을 수행했다. 제 1회의 선외 활동으로 비행사 두 명은 월면차를 타 해들리 델타 산의 산기슭으로 향했다. 달 착륙선으로 돌아오면, 두 명은 아폴로 달표면 실험 패키지(ALSEP)의 전개를 시작했다. 스콧은 열류실험을 위해서 달 표면에 드릴로 구멍을 파는 작업 때문에 매우 고생해, 작업을 끝내기 위해서 다음날도 구멍을 파지 오지 않으면 안 되었다.
제 2회의 선외 활동으로 스콧과 어윈은 다시 해들리 델타 산의 산기슭으로 향했지만, 이 때는 산의 경사면을 올랐다.여기서 그들은 제네시스 락으로 불리는 매우 낡은 암석을 발견했다. 착륙선으로 돌아와서 스콧은 열류실험용의 구멍을 파 또다시 고생을 하고, 구멍을 파 코어 샘플을 채취했다. 여기에서도 그는 다음날까지 작업을 미루지 않을 수 없었다.
코어 샘플의 채취에 시간이 걸렸기 때문에, 북부 지역의 종단은 중지되어, 비행사들은 해들리 골짜기의 가장자리까지 원정했다. 달 착륙선으로 돌아온 후, 스콧은 매의 날개 깃털과 자신의 지질 조사용 망치를 달 표면에 떨어뜨리는 실험을 실시해, 중력장 아래에서는 물체가 낙하하는 비율은 질량에 의하지 않는다 것을 나타내 보였다.
아폴로 15호의 월면차에는 이하와 같이 기록된 명판이 장착되었다.
MANS FIRST WHEELS ON THE MOON, DELIVERED BY FALCON, JULY 30, 1971

### 지구로의 귀환

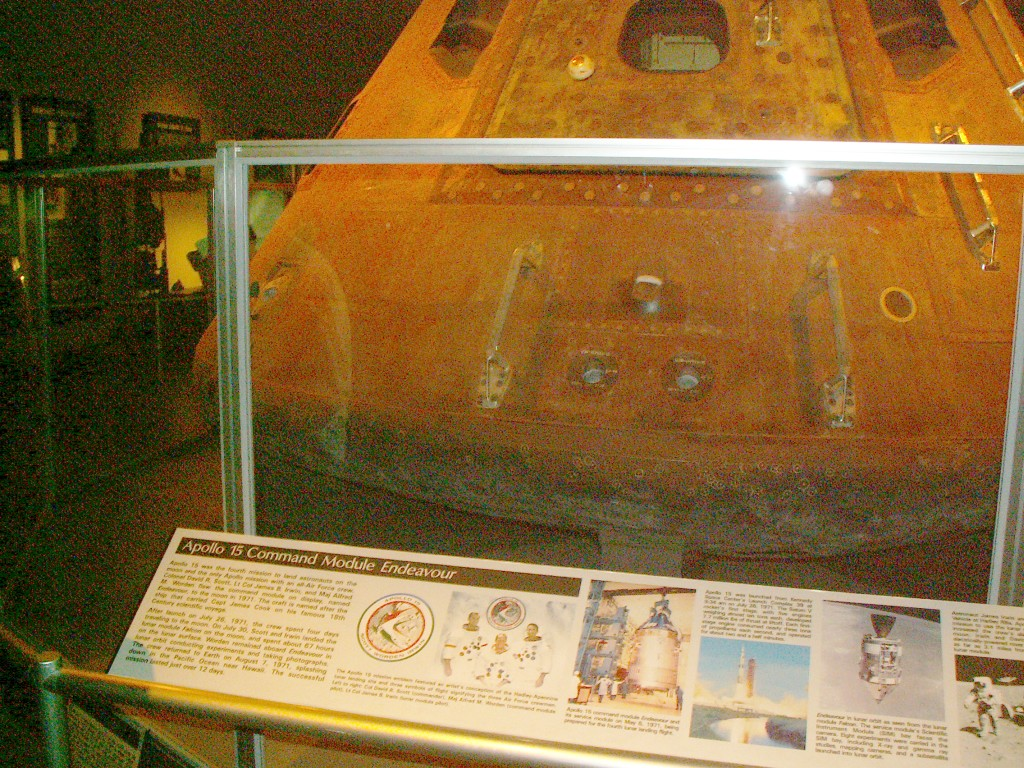
국립 미국 공군 박물관에 전시되어 있는 사령선 인데버

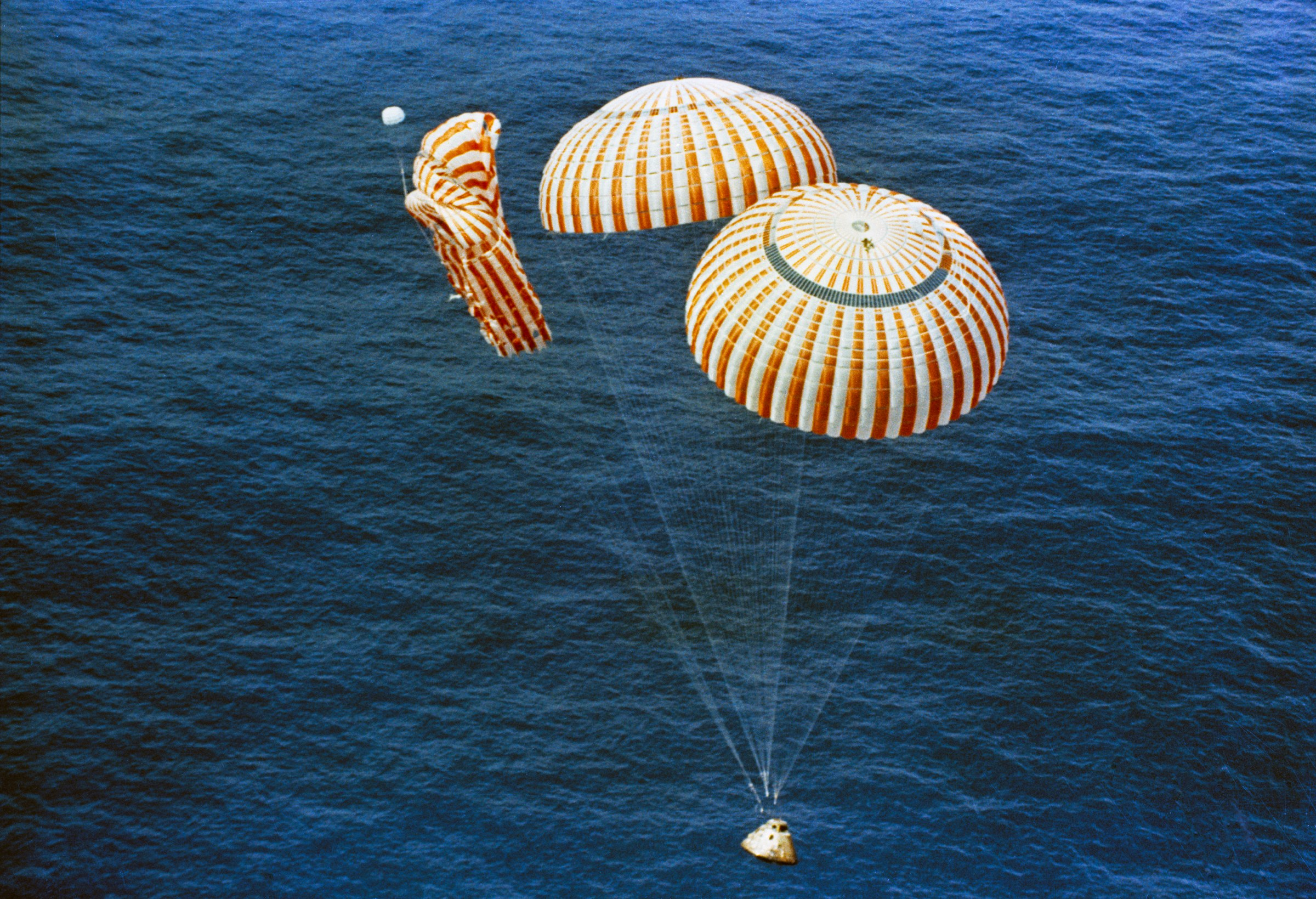
착수한 아폴로 15호. 낙하산 1개가 펴지지 않은 것이 보인다.

달 착륙선 팰콘의 상승단은 달 표면을 떠나 사령선 인데버와의 랑데부를 행했다. 달 표면의 샘플과 관측 기기를 사령선으로 옮긴 후, 팰콘은 분리되었다. 팰콘의 엔진이 분사되어 달 표면에 충돌했다. 달 표면을 떠나는 동안은 미국 공군의 군가인 "Wild Blue Yonder" 가 흘렀다.
아폴로 15호는 이후 달 궤도상에 올라, 워든에 의한 관측이 계속되었다. 손자 위성을 발사한 후, 그들은 기계선의 엔진을 점화해 지구에 귀환하는 궤도에 올랐다. 다음날, 워든은 선외 활동을 실시해, SIM 베이의 카메라로부터 필름 카세트를 회수했다.
임무 제 12일째는 특별한 예정은 없고, 지상의 임무 관제실은 기자 회견을 열어 비행사들이 뉴스 미디어로부터의 질문에 답했다. 13일째와 마지막 날에는 그들은 대기권 재돌입의 준비에 들어갔다. 지구 강하시에는 낙하산의 하나가 펴지지 않아 사령선은 2개의 낙하산으로 착수했다.
사령선은 국립 미국 공군 박물관에서 볼 수 있다.

## 논쟁

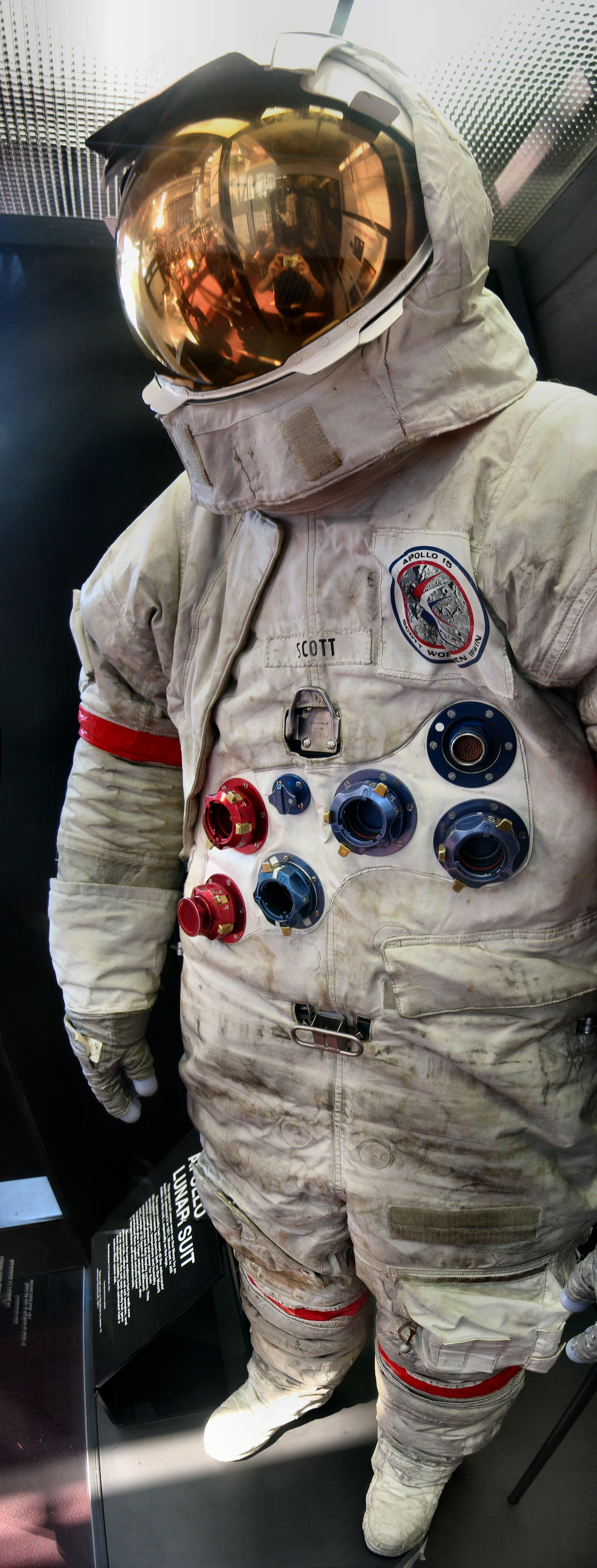
국립 항공 우주 박물관에 전시되고 있는 데이빗 스콧의 우주복

아폴로 15호의 임무가 성공적으로 완료된 후, 승무원들이 H. 발터 아이아만이라고 하는 미국인과 거래를 하고 있던 것 때문에 그들의 명성에는 조금 흠집이 났다. 아이아만은 NASA의 직원이나 우주비행사의 단체와 수많은 전문적·사회적 접촉을 가지고 있던 인물이었다. 스콧은 398통의 비공식적인 커버를 자신의 우주복 안에 넣고 달 표면에 반입하고 있었다. 아이아만은 각각의 비행사와 달로부터 가지고 돌아간 커버 100통에 대한 보수로 예금계좌의 형태로 7,000 달러씩을 지불하겠다는 약속을 했다. 그는 비행사들에게 아폴로 계획이 종료될 때까지는 " 커버를 홍보하거나 판매하는 일은 없다"고 말하고 있었다.
스콧은 달 표면에 지참한 커버 중 100통을 독일투트가르트의 아이아만 앞으로 보냈다. 아이아만은 이 커버를 독일의 로르히로부터 우표 판매업자 헬만 E. 지가에게 전송했다. 지가는 이전에 아이아만과 접촉해 이 거래를 제의한 인물이었다. 지가는 이 커버를 독일 국내에서 약 1,500 달러의 가격으로 팔기 시작했다. 스콧은 이 통지를 듣고 아이아만과 연락을 해, 판매를 그만두도록 요구했다. 또 비행사 3명은 아이아만으로부터 일절 금전을 받지 않기로 했다. 이것에 의해, 나머지 298통의 커버의 소유권은 NASA가 관리하게 되었다.
그들 3명의 비행사는 공식적으로 징계처분을 받았고, 그들의 군인으로서의 근무평정에서도 "분별력 부족"으로 등급이 변경되었다.
그 밖에도, 스콧에 대해서는 2개의 시계(손목시계와 스톱워치)에 관해서 물의가 일어났다. 그는 친구의 요청을 따라, 시계의 평가를 하도록 시계 제조 업체와 계약했다. 스콧은 이러한 시계는 특히 긴급시에 수동으로 엔진을 조종하고 있을 때의 시각 계측 등에서 실제로 도움이 된다고 생각해 우선 사용권의 인가를 받지 않은 채 이러한 시계를 아폴로 15호 임무에서 사용했다.
다른 문제가 임무 종료후에도 일어났다. 아폴로 15호의 비행사들은 벨기에의 조각가 Paul Van Hoeydonck 와 만나, 우주 탐사의 진전을 위해서 지금까지 목숨을 잃은 미소의 우주비행사를 추도하는 초상의 제작을 의뢰하고 있었다. 이 의뢰를 받고, "Fallen Astronaut" 라고 하는 제목의 작은 알루미늄의 조각이 만들어져 14명의 미국과 소련의 우주비행사의 이름이 새겨진 명판과 함께 달 표면에 남겨졌다. 아폴로 15호의 비행사들은 이 조각의 복제본을 제작하지 않는 것으로 Van Hoeydonck 와 합의하고 있었다. 비행 후의 기자 회견에서 이 초상에 대해 다룬 후, 국립 항공 우주 박물관이 비행사들에게 전시용의 초상의 복제본을 만들자는 것을 건의했다. 비행사들은 양식이 있는 전시 방법을 취하는 것, 선전을 하지 않는 것을 조건으로 이 제안에 응했다. 그 후, Van Hoeydonck 은 이 복제본의 제작을 의뢰받았다. 1972년 5월, 스콧은 Van Hoeydonck 가 박물관 전용이 아닌 복제본의 제작·판매를 계획하고 있는 것을 알았다. Van Hoeydonck는 복제본의 제작을 그만두라고 하는 설득에 응하지 않고, 결국 950개의 복제본이 1개가 750 달러로 뉴욕의 워델 갤러리로부터 판매되었다.